# Tomoko Yoshihara
Tomoko Yoshihara (jap. 吉原知子 Yoshihara Tomoko; ur. 4 lutego 1970 w Moseushi w Japonii) – japońska siatkarka grająca jako środkowa. Swoją karierę zakończyła w 2006 w klubie Pioneer Red Wings.